# Средняя Оливская хроника
Средняя оливская хроника (нем. Die mittlere Chronik von Oliva) — латиноязычная историческая компиляция, выполненная неизвестным по имени монахом оливского монастыря в период между 1545 и 1549 гг. Охватывает период с 1356 по 1545 гг. Содержит сведения по истории Тевтонского ордена, Данцига и соседних стран в XIV-XVI вв.

## Издания
- Die Chroniken von Oliva und Bruchstucke aelterer Chroniken. Die mittlere Chronik von Oliva. Scriptores rerum prussicarum. Bd. V. Leipzig. 1874.

## Переводы на русский язык
- Средняя оливская хроника - в переводе И. М. Дьяконова на сайте Восточная литература

- Каталог имён аббатов оливского монастыря пресвятой Марии - в переводе И. М. Дьяконова на сайте Восточная литература